# Stolnica Aleksandra Nevskega, Novosibirsk
Stolnica Aleksandra Nevskega (rusko: Собор во имя Александра Невского - Sobor vo imâ Aleksandra Nevskega) je vzhodna pravoslavna cerkev (sobor) v Novosibirsku v Rusiji, imenovana v čast svetega Aleksandra Nevskega.
Cerkev je v pristojnosti škofije Novosibirsk in Berd Ruske pravoslavne cerkve.

## Zgodovina

### Gradnja
Cerkev je ena prvih kamnitih zgradb na ozemlju Novonikolajevska (nekdanje ime Novosibirska), zgrajena v neo-bizantinskem slogu. Leta 1895 so se prebivalci Novonikolaevska obrnili na tomskega škofa Makarija (Nevskega) s prošnjo, da bi v mestu postavili cerkev po imenu kneza Aleksandra Nevskega. Blagoslov je bil prejet, ustanovljen je bil odbor, ki ga je vodil inženir N. P. Meženinov, vodja gradnje Srednjesibirskega odseka železnice. Organizirano je bilo zbiranje donacij. Decembra 1895 je bila posvečena začasna lesena molitvena hiša, kjer naj bi sprejeli odlok o konzorciju za gradnjo cerkve.
Gradnja je bila izvedena v letih 1897-1899.
»Še vedno ni jasno vprašanje, kdo je bil avtor projekta cerkve Aleksandra Nevskega. Nekateri menijo, da je to arhitekt-umetnik K. Lygin, ki je kot arhitekt služil pri upravljanju Centralno-sibirske železnice. Drugi menijo, da je avtor projekta Nikolaj Solovjov. Nekateri trdijo, da sta bila arhitekta Kosjakov in Prusak. Vsi pa so si enotni - cerkev Gospe usmiljene v Sankt Peterburgu (zgrajena nekaj let prej)  v neo-bizantinskem slogu je bila vzeta za osnovo te stavbe.«
Vodja gradbenih del je bil N. M. Tihomirov. Polaganje temeljnega kamna je potekalo 15. maja 1897, do konca leta 1898 pa je bila pozidana. Cerkev je 29. decembra 1899 posvetil tomski in barnaulski makarij. Decembra 1904 so bile posvečene stranske kapele (v imenu svetega Nikolaja in velikega mučenika sv. Jurija. Februarja 1910 je tempelj postal središče dekanije novonikolaevskih cerkva, leta 1915 pa je tempelj dobil status sobor (velika cerkev, v zahodnem krščanstvu stolnica).
Tempelj je bil zgrajen kot spomenik organizatorju gradnje  Transsibirske železnice, cesarju Aleksandru III., kar je povzročilo ustanovitev Novonikolajevska (zdaj Novosibirska) kot nove železniške postaje.  Cesarski družini so pripisovali velik pomen, saj je brezplačno zagotavljala zemljišče, dodeljevala dodatna sredstva, donirala ikone in cerkvene pripomočke (za gradnjo cerkve je bilo darovanih 5000 rubljev, za gradnjo ikonostasa 6500 rubljev, cerkvi pa darovali tudi duhovniki in diakoni oblačila iz zlatega brokata, ki je prekrival krsto velikega vojvode Georga Aleksandroviča).

### Zaprtje cerkve
V dvajsetih in tridesetih letih dvajsetega stoletja je cerkev pripadala prenoviteljem. Zaprli so jo leta 1937, po aretaciji 30. septembra istega leta prenovitvenega metropolita Zahodne Sibirije Aleksandra (Vvedenskega). Stavbo so poskusili razstreliti, uničene so bile le predelne stene. V 1940-ih je bil v stavbi postavljen projektni inštitut Promstroyproekt. Leta 1957 je v njej živel studio za film zahodne Sibirije (v stavbi je bil do aprila 1984). Tu so nastali predvsem znani časopisni filmi Sibirija na ekranu in dokumentarni filmi. Z leti je bila cerkev popolnoma uničena s poslikavo, postavljeni so bili dodatni stropi (oblikovana so bila tri nadstropja, v kupoli je bila narejena soba).
Leta 1971 so pri polaganju kabla poleg cerkve našli grob njenega graditelja N. M. Tihomirova. Njegovi posmrtni ostanki so bili preneseni na pokopališče Zaeltsovskoye v Novosibirsku.
Leta 1984 je bila v stavbo prenesena Novosibirska filharmonija. Izdelan je bil projekt za njegovo obnovo in ponovno opremo za gradnjo koncertne dvorane za komorni zbor (vključeval je gradnjo dodatne podzemne etaže).

### Restavriranje
Gibanje za vrnitev cerkve je začelo leta 1988, v letu praznovanja 1000-letnice pokristjanjenja Rusov. Novosibirski in barnaulski metropolit Gedeon (Dokukin) je pri tem aktivno sodeloval. Dne 25. avgusta 1989 je novosibirski mestni svet cerkev prenesel Cerkvi. 15. maja 1991 je cerkev posvetil moskovski in vseh Rusov patriarh Aleksije II.
Stavba je bila ob vrnitvi v slabem stanju. Zvonik je bil razstreljen, močno je bila spremenjena notranja postavitev. Ikone, cerkveni pribor in zvonovi so bili zaseženi, stene in ikonostasi so bili popolnoma uničeni. Zunanje stene same stavbe so bile dotrajane, saj že dolgo niso bile popravljene. Premaz kupole je na več mestih postal neuporaben in gnil. Zunaj so na stavbo prizidali različne gospodarske in pomožne prostore.
Takoj po prenosu so se začela obnovitvena dela. Zvonik je bil znova postavljen, kupole templja so bile zaprte, poškodovani deli zunanjih sten so bili posodobljeni, notranja postavitev obnovljena, notranje stene templja pa spet ometane.
Delno je bil obnovljen ikonostas, katerega obnova še poteka, cerkveni pripomočki, potrebni za službo, pa so bili znova kupljeni. Sredi 2000-ih so bila zaključena dela na notranji poslikavi cerkve in ureditvi ikonostasa, kar je bilo izvedeno na račun župnije.
V bližini cerkve je bila postavljena majhna opečna krstilnica Janeza Krstnika, ki ima krstilnik za zakrament krsta s popolno potopitvijo..

## Relikvije in svetišča
- Ikona z delcem relikvij in del sheme svetega plemenitega in velikega vojvode Aleksandra Nevskega (je v ikonostasu leve kapele);
- Ikona z delcem relikvij svetega meniha starejšega Ambrozija iz Optine (na levem hodniku cerkve);
- Ikona z delčkom relikvij svetega pravičnega Simeona Verkhoturskega (na levem hodniku cerkve);
- Ikona s delčkom relikvij svetega pravičnega Teodora Kuzmiča, starešine Tomska (na levem hodniku cerkve);
- Relikviarij z delci relikvij mnogih svetnikov (v oltarju);
- Relikviarij z delci relikvij kijevskih pečerških svetnikov (na levem hodniku cerkve);
- Cenjena ikona Matere Božje, imenovana Iverskaya (v ikonostasu desne stranske kapele).
- Delček relikvij svetega Štefana Piper-Srbskega (na oltarju)

## Stanje
Predmet kulturne dediščine ljudstev Ruske federacije regionalnega pomena (Novosibirska regija) Predmet kulturne dediščine ljudstev Ruske federacije regionalnega pomena. Reg. Št. 571410037360005 (EGROKN). Objekt št. 5400034000

## Spomenik Nikolaju II. in careviču
16. julija 2017 so na Južnih vratih cerkve Aleksandra Nevskega odkrili spomenik Nikolaju II. in careviču Alekseju. Kiparska kompozicija predstavlja carja in careviča Alekseja, ki stojita skupaj, oče objema sina, oba se veselita; višina figure Nikolaja II. je 3,6 metra, prinčeva 2,7 metra. Odkritje spomenika je bilo namenjeno 99-letnici usmrtitve kraljeve družine . Spomenik je bil postavljen brez usklajevanja z oblastmi, kar je povzročilo dvoumno reakcijo v mestni skupnosti, veliko javnih osebnosti je postavitvi spomenika nasprotovalo; posebno negodovanje je povzročilo dejstvo, da je bil spomenik postavljen brez predhodne javne razprave. V noči na 1. avgust istega leta je bil spomenik poškodovan: glava knežjega lika je bila odsekana s sekiro .

## Župnijsko življenje
Dandanes potekajo verske službe vsak dan, župljani aktivno izvajajo misijonske in dobrodelne dejavnosti. Pri cerkvi deluje pravoslavno bratstvo in sestrstvo, ki se ukvarjata z dobrodelnim in izobraževalnim delom. Tudi v cerkvi je center za boj proti sektam.